# کدوشم
«کدوشم» تک‌آهنگی از بای‌آلکس است که در سال ۲۰۱۲ میلادی منتشر شد.
این تک‌آهنگ در چارت مجارستان در رتبه اول قرار گرفت.